# Cécile Ousset
Pour les articles homonymes, voir Ousset.
Cécile Ousset, née à Tarbes le 23 janvier 1936, est une pianiste française. 

## Biographie
Dernière enfant d'une famille de sept filles, elle est originaire du village de Ferrère, en vallée de Barousse (Hautes-Pyrénées), dont son père, le colonel Alexandre Ousset, fut le maire dans les années 1950.
Elle donne son premier récital à l'âge de cinq ans. Plus tard, elle étudie au Conservatoire national de musique et d'art dramatique à Paris avec Marcel Ciampi. À quatorze ans, elle obtient son premier prix de piano lors de la promotion 1950. Elle remporte de nombreux concours internationaux dont le Concours international Marguerite-Long-Jacques-Thibaud à Paris et le quatrième prix du Concours musical international Reine-Élisabeth-de-Belgique en 1956 où les autres primés sont Vladimir Ashkenazy (premier prix), John Browning, Lazar Berman, Tamás Vásáry et Peter Frankl. Elle remportera également les concours Busoni (deuxième prix) et Van Cliburn (quatrième prix).
Elle se produit dans le monde entier et enregistre un vaste répertoire allant des concertos pour piano de Brahms, Grieg, Liszt, Mendelssohn, Schumann, Tchaikovsky, Prokofiev, Rachmaninov, Ravel et Poulenc. Elle est dirigée par les plus grands chefs d'orchestre, tels que Kurt Masur, Simon Rattle, Neville Marriner.
Elle remporte le très convoité Grand Prix du Disque de l'académie Charles-Cros pour son enregistrement du deuxième concerto pour piano de Brahms sous la direction de Kurt Masur.
Cécile Ousset a toujours éprouvé un grand plaisir à l'enseignement et au suivi de jeunes talents. Elle a participé à de nombreuses master-classes aux États-Unis, Canada, Europe, Australie et en Asie. Ses propres master-classes sont très courues. Elles sont organisées depuis 1981 dans le village médiéval de Puycelsi (Tarn). Elle est membre du jury dans de nombreux concours internationaux, comme le Van Cliburn, Rubinstein, des concours à Leeds ou à Brême. On l'apprécie dans ses enregistrements d'œuvres de Ravel, Chopin, Rachmaninov et Debussy. 
En 2006, Cécile Ousset met fin à sa carrière publique pour raisons de santé : elle souffre en effet de douleurs du dos[réf. souhaitée].

## Discographie
- The Decca France Recordings (Decca, 2020)